# Топчукьой
Топчукьой (на турски: Topçuköy) е село в Източна Тракия, Турция, Вилает Лозенград. Околия Виза.

## География
Селото се намира на 11 км югозападно от Виза.

## История
В XIX век Топчукьой е гръцко село във Визенска кааза в Одринския вилает на Османската империя. Според „Етнография на вилаетите Адрианопол, Монастир и Салоника“, издадена в Константинопол в 1878 година и отразяваща статистиката на населението от 1873 година, Топчи (Toptzi) има 50 домакинства и 254 жители гърци.
Според статистиката на професор Любомир Милетич в 1913 година в Топчикьой живеят 150 гръцки семейства.